# Joel Thomas
Joel Ladd Thomas (Pasadena (Californië), 13 december 1966) is een Amerikaans zwemmer.

## Biografie
Thomas won tijdens de Olympische Zomerspelen van 1992 de gouden medaille op de 4×100 meter vrije slag, Thomas kwam alleen in actie in de series.

## Internationale toernooien
| Jaar | Olympische Spelen                               | Pan-Amerikaanse Spelen              |
| ---- | ----------------------------------------------- | ----------------------------------- |
| 1991 |                                                 | 100m vrije slag · 4x100m vrije slag |
| 1992 | 4x100m vrije slag · Thomas zwom enkel de series |                                     |